# Galium taiwanense
Galium taiwanense är en måreväxtart som beskrevs av Genkei Masamune. Galium taiwanense ingår i släktet måror, och familjen måreväxter. Inga underarter finns listade i Catalogue of Life.